# Idia americalis
Idia americalis là một loài bướm đêm thuộc họ Noctuidae. Nó được tìm thấy ở miền nam Canada tới Florida và Texas.
Sải cánh dài khoảng 25 mm. Con trưởng thành bay từ tháng 5 đến tháng 10. Có nhiều lứa trong năm.
Ấu trùng ăn lichen và detritus, bao gồm dead leaves.

## Hình ảnh

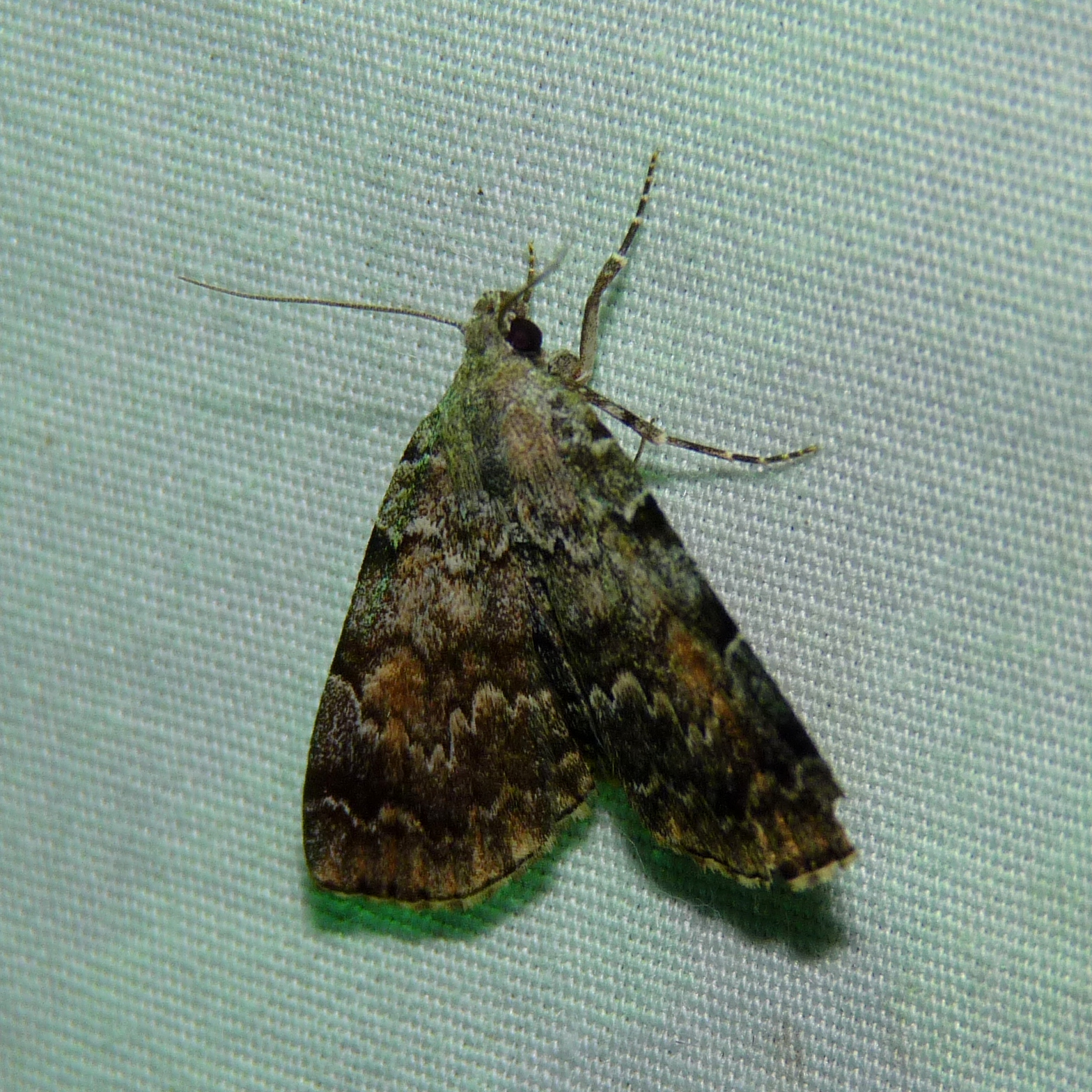
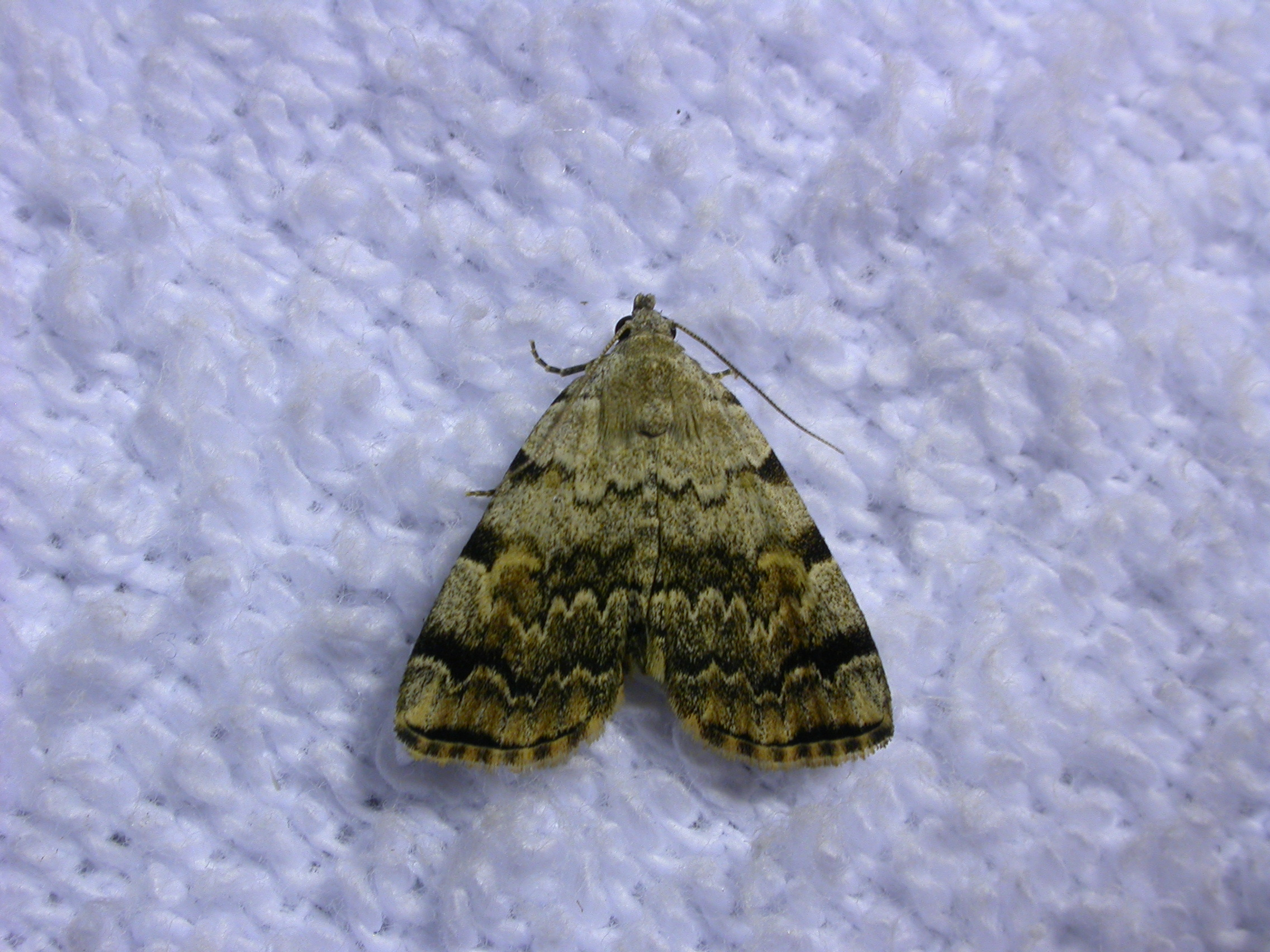